# Tadeusz Hanke
Tadeusz Hanke (ur. 21 lipca 1916, zm. 27 marca 1969 w Londynie) – polski lekkoatleta, trzykrotny mistrz Polski.
Był wszechstronnym lekkoatletą. Startował w wielobojach, skoku w dal i biegach płotkarskich.
Na mistrzostwach Polski w 1936 zdobył złote medale w skoku w dal, sztafecie 4 × 400 metrów oraz pięcioboju. Był również wicemistrzem w skoku w dal i dziesięcioboju w 1937 oraz brązowym medalistą w biegu na 400 metrów przez płotki w 1935. Zdobył także złoty medal halowych mistrzostw Polski w sztafecie 6 × 50 m w 1935 i srebrny medal w skoku w dal w 1937.
W latach 1935–1937 wystąpił w czterech meczach reprezentacji Polski (4 starty) w biegu na 400 m przez płotki i skoku w dal, odnosząc 2 zwycięstwa indywidualne.
Rekordy życiowe Hankego:
- bieg na 400 metrów – 52,8 s (17 lipca 1936, Warszawa)
- bieg na 400 metrów przez płotki – 57,2 s (29 sierpnia 1935, Warszawa)
- skok w dal – 7,31 m (3 maja 1937, Włocławek)
- trójskok – 13,60 m (29 sierpnia 1937, Grudziądz)
- pięciobój – 2776 pkt. (4 października 1936, Kraków)
- dziesięciobój – 6148 pkt. (12 września 1937, Łódź)

Był zawodnikiem Policyjnego KS Warszawa (1934-1935) i Warszawianki (1936-1938).
Brał udział w powstaniu warszawskim w batalionie Ruczaj. Po upadku powstania przedostał się do Wielkiej Brytanii. Po wojnie pracował jako przedsiębiorca budowlany, Był działaczem polonijnym, wiceprezesem Polskiego Funduszu Olimpijskiego w W. Brytanii.